# Bionic Six
Bionic Six (w wersji polskiej - Bionicy) – amerykańsko-japoński serial animowany opowiadający o przygodach rodziny Bennettów, którzy posiadają niezwykłe, bioniczne moce. W Polsce serial emitowany był na kanale RTL7.

## Opis fabuły
Serial opowiada o przygodach rodziny Bennettów, którzy są w posiadaniu niezwykłej mocy. Bennettowie mają za zadanie pokonać złego Dr Skarabeusza (ang. Dr. Scaraba).

## Wersja polska
Wersja z angielskim dubbingiem i polskim lektorem.
- Wersja polska: RTL 7
- Czytał: Mariusz Siudziński

## Bohaterowie

### Pozytywni
- Jack Bennett (Bionic-1) – Jack Bennett, znany też jako Bionic-1, jest inżynierem, ekspertem testowym i tajnym agentem znanym na świecie jako "Bionic-One". Jego moce są głównie związane z jego bionicznymi oczami (w tym "widzeniem rentgenowskim", wzrokiem teleskopowym, podmuchami energii i wiązkami o niskim poborze mocy, które tymczasowo powodują nieprawidłowe działanie urządzeń elektronicznych lub nawet odwróceniem skutków ich działania przeciwko użytkownikom) oraz poprawą słyszenia (ta ostatnia zdolność wykraczająca poza uprawnienia innych członków zespołu, z których każdy posiada nadludzki poziom słyszenia na własną rękę). Jego rodzina początkowo nie była świadoma jego tajnej tożsamości bionicznej, dopóki nie została obdarzona własnymi siłami.

- Helen Bennett (Mother-1), Bio-Matka – Helen Bennett, alias Bio-Matka, jest żoną Jacka oraz biologiczną matką Meg oraz Eric'a. Z zajęcia jest oceanografem i utalentowanym biologiem morskim. Bio-Matka posiada różne moce ESP (zdolności parapsychologiczne), które pozwalają jej od czasu do czasu dostrzec przebłyski przyszłości, telepatycznie komunikować się z innymi istotami, określać funkcję i działanie urządzeń mechanicznych, mentalnie "śledząc" ich wewnętrzne działania, oraz projektować złudzenia optyczne podobne do hologramów.

- Eric Bennett (Sport-1), Siłacz

- Meg Bennett (Rock-1), Szybka – Meg Bennett, znana też jako Szybka, jest córką Jacka i Helen i jest młodszą siostrą Eric'a. Meg jest ekscentryczną nastolatką, która kocha muzykę. Jest skłonna do nawykowego używania przedrostków "Mega-!" (jak przystało na jej imię) i "Ultra-!" Meg uczy się w szkole średniej im. Alberta Einsteina. W wielu epizodach spotyka się z kolegą z klasy o imieniu Bim. Jako Szybka może emitować wiązki dźwiękowe z jednostek blasterowych zamontowanych na ramionach - blasterowe jednostki są jednak widoczne tylko wtedy, gdy przyjmie "tryb bioniczny"

- JD Bennett (IQ) – JD Bennett, znany także jako IQ, to wyjątkowo inteligentny, adoptowany, afroamerykański syn Jacka i Helen. Lubi amatorskie boksowanie, choć nie jest do tego specjalnie utalentowany. Jako IQ ma zarówno super moc (jest jeszcze silniejszy od innych, nadludzko-silnych członków zespołu, czyni go to najsilniejszym fizycznie członkiem zespołu), jak i super inteligencję.

- Bunjiro "Bunji" Bennett (Karate-1), Karateka –

- F.L.U.F.F.I. – F.L.U.F.F.I to gorylopodobny robot, który żyje z Bennett'ami pełniąc przede wszystkim funkcję gospodyni domowej. Pomimo jego raczej nieudolnego zachowania, jest on jednak pomocny zarówno w domu Bennett'ów jak i przy asyście Bionicznej Szóstce przy wykonywaniu zadań w terenie.

- Profesor Amadeus Sharp – Profesor Amadeus Sharp jest genialnym naukowcem, który obdarzył rodzinę Bennett'ów mocą bioniczną. Wszystkie jego badania są wspierane przez rząd, a technologia Sharp'a jest okresowo sprawdzana przez rządową agencję Q10. Mieszka sam w swoim prywatnym muzeum, w którym mieści się jego tajne Laboratorium Projektów Specjalnych oraz ukryta baza Bionic Six. Amadeus jest także bratem Dr Skarabeusza. Sharp jako naukowiec wyróżnia się w dziedzinach aeronautyki, animatroniki, archeologii, bioniki i neurologii.

### Negatywni
- Dr Skarabeusz (ang. Dr. Scarab) – Skarabeusz (Prawdziwe Nazwisko: Dr Wilmer Sharp) to potężny, egoistyczny, błyskotliwy człowiek, który tęskni za sekretem życia wiecznego i dominacji nad światem. Jego prawe oko jest zmodyfikowanym monoklem, posiadającym skaner, który może wykrywać osoby z bioniką, nawet gdy są zamaskowane, i dysponuje niszczycielską wiązką o dużej mocy.

- Rękawica (ang. Glove) – Rękawica to purpurowy złoczyńca nazywany tak od jego broni, rękawicy blasterowej, którą nosi na lewej ręce i może strzelać z niej zarówno wiązkami lasera, jak i pociskami rakietowymi. Służy on jako dowódca terenowy w złych planach Skarabeusza (stąd często zostaje on ukarany za niepowodzenia) i nieustannie walczy o zastąpienie Dr Skarabeusza jako przywódcy. Chociaż jest on przebiegły i okrutny, ma tendencję do wycofywania się przy pierwszym znaku porażki. Jego siła jest różnie przedstawiana, ponieważ w niektórych przypadkach wydaje się być równy mocą Bionicowi-1, podczas gdy w innym przypadku był w stanie fizycznie pokonać i zdominować zarówno Bionica-1, jak i Karatekę w tym samym czasie.

- Madame (ang. Madame-O) – Madame jest enigmatyczną kobietą o jasnoniebieskim kolorze skóry, która nosi na twarzy maskę i używa przypominającej harfę broni do strzelania falami dźwiękowymi.

- Mechanik (ang. Machanic) – Mechanik jest zdziecinniałym brutalem, który używa różnych narzędzi mechanicznych jako broni - pistoletów do gwoździ oraz nitów, rzuca piłami tarczowymi, używa dużego klucza jako pałki. Pomimo swojego burzliwego charakteru, ma słabość do zwierząt i wciągającą sympatię do telewizyjnych kreskówek dla dzieci.

- Drwal (ang. Chopper) – Drwal to dzierżący łańcuch opryszek, który często wypowiada dźwięki naśladujące motocykl. Czasami jest przedstawiany na trójkołowym pojeździe motocyklowym.

- Klank (ang. Klunk) – Klank to potwór który z wyglądu wydaje się przypominać mozaikę, która jest zrobiona z żywego kleju, i który w swej mowie rzadko wyraża się spójnie. Zaraz po jego stworzeniu Skarabeusz zauważył, że "następnym razem użyje mniejszej mocy". Mimo względnie nieinteligentnej postaci, jest uważany za jednego z najniebezpieczniejszych przeciwników, z którymi walczą Bionicy, ze względu na jego niezrównaną siłę, wysoką odporność na fizyczne ataki i zdolność swojego lepkiego ciała do ogarnięcia przeciwnika - nawet Dr Skarabeusz obawia się go w pewnym stopniu. W przeciwieństwie do innych sługusów doktora Skarabeusza, jest on przerażony własną transformacją i pragnie znów być człowiekiem.

## Obsada (głosy)
- Norman Bernard jako JD Bennett (IQ)
- Carol Bilger jako Helen Bennett (Mother-1), Bio-Matka
- Bobbie Block jako Meg Bennett (Rock-1)
- Jennifer Darling jako Madame-O
- Jim MacGeorge jako Dr Skarabeusz (Dr. Scarab)
- Alan Oppenheimer jako Profesor Amadeus Sharp
- Hal Rayle jako Eric Bennett (Sport-1)
- Neil Ross jako F.L.U.F.F.I.
- John Stephenson jako Klunk
- Brian Tochi jako Bunjiro "Bunji" Bennett (Karate-1), Karateka
- Frank Welker jako Rękawica, Mechanik, Chopper

## Spis odcinków

### Seria 1
1. Valley of Shadows
2. Enter the Bunji
3. Eric Bats a Thousand
4. Klunk in Love
5. Radio Scarab
6. Family Affair
7. Happy Birthday, Amadeus
8. Brain Food
9. Just a Little Handicap
10. Bionics On! The First Adventure
11. Back to the Past (1)
12. Back to the Past (2)
13. Fugitive F.L.U.F.F.I.
14. Mega Śpiączka (Nick of Time)
15. Youth or Consequences
16. Extra Innings
17. Return of the Bunji
18. Crown of the Scarab King
19. 1001 Bionic Nights
20. The Perceptor File
21. Masterpiece
22. House Rules

### Seria 2
1. Holidaze
2. Nightmare at Cypress Cove
3. Music Power
4. The Hive
5. Mindlink
6. I Compute, Therefore I Am
7. Pass/Fail
8. Born to Be Bad
9. A Clean Slate (1)
10. A Clean Slate (2)
11. Spin Out
12. The Man in the Moon
13. The Case of the Baker Street Bionics
14. Now You See Me...
15. Crystal Clear
16. You've Come a Long Way, Baby!
17. Up and Atom
18. Home Movies
19. Scarabscam
20. Kaleidoscope
21. Once Upon a Crime
22. Mrs. Scarab
23. The Secret Life of Wellington Forsby
24. The Fungus Among Us
25. Bottom of the Ninth Planet
26. Triple Cross
27. I, Scarab (1)
28. I, Scarab (2)
29. Scabracadabra
30. The Glitch
31. A Matter of Gravity
32. The Elemental
33. I Am the Viper
34. Shadow Boxer
35. Call of the Bunji
36. A Super Bunch of Guys
37. The Monkey Has Landed
38. Ready, Aim, Fired
39. Love Note
40. Bone of Contention
41. Junk Heap
42. The Return of Mrs. Scarab
43. That's All, Folks!